# نیروی دریایی مصر
نیروی دریایی مصر (عربی: القوات البحرية المصرية، آوانگاری: El-Quwwāt el-Bahareya el-Miṣriyya، ت. «Egyptian Navy Forces») نیروی دریایی زیرمجموعه نیروهای مسلح مصر است، که در سال ۱۸۰۰ تأسیس شد.
نیروی دریایی مصر بزرگ‌ترین نیروی دریایی در خاورمیانه و همچنین آفریقا است و دوازدهمین نیروی دریایی بزرگ (از نظر تعداد کشتی‌ها) در جهان به‌شمار می‌آید. این نیرو از بیش از ۲۰۰۰ کیلومتر خط ساحلی دریای مدیترانه و دریای سرخ، محافظت می‌کند، همچنین وظیفه دفاع از مسیرهای منتهی به کانال سوئز و نیز پشتیبانی از عملیات ارتش را برعهده دارد. 
بخش عمده‌ای از نیروی دریایی مدرن مصر با کمک اتحاد جماهیر شوروی در دهه ۱۹۶۰ ایجاد شد. نیروی دریایی مصر در دهه ۱۹۸۰ کشتی‌هایی از چین و منابع غربی دریافت کرد. در سال ۱۹۸۹، نیروی دریایی مصر ۱۸۰۰۰ پرسنل و نیز ۲۰۰۰ پرسنل در گارد ساحلی داشت. این نیرو همچنین در سال ۱۹۹۰ کشتی‌هایی از ایالات متحده آمریکا دریافت کرد. شرکت کشتی‌سازی آمریکایی سوئیفت‌شیپس تاکنون بیش از ۳۰ شناور برای نیروی دریایی مصر از جمله شکارچیان مین، کشتی‌های نقشه‌برداری و قایق‌های گشتی فولادی و آلومینیومی ساخته است.